# Manfred-Michael Sackmann
Manfred-Michael Sackmann (* 27. Juli 1952 in Seesen; † 20. Februar 2024) war ein deutscher Fotograf.

## Leben
Sackmann wuchs in Salzgitter auf. Mit 19 Jahren begann er zu fotografieren. Er siedelte 1975 nach West-Berlin über. In den Jahren 1978 bis 1982 machte er eine Ausbildung an der Werkstatt für Photographie bei Ulrich Görlich. Seit 1992 ist er Mitglied im Verein Berliner Künstler. Im Jahre 1994 erfolgte die Berufung in die Deutsche Gesellschaft für Photographie (DGPh). Sackmann lebte und arbeitete in Berlin.

## Werk
Der Mensch als kultureller und sozialer Akteur ist das vorherrschende Thema von Sackmanns Schaffen. Insbesondere Außenseiter der Gesellschaft standen früh im Zentrum seines Interesses. Seit den späten 1970er Jahren entstanden Fotoserien von Homosexuellenlokalen und „Tuntenbällen“. Seit den 80er Jahren kamen Dokumentationsserien von Vernissagen und „Miss-Wahlen“ hinzu. Sackmann arbeitet ferner im Atelier, wo er sich besonders der Akt- und Portrait-Fotografie widmet.
Insbesondere in den 1980er und 1990er Jahren entstanden in verschiedenen Kooperationen international beachtete Porträtserien von Persönlichkeiten der Zeitgeschichte, u. a. von Leni Riefenstahl, Joseph Beuys, A. R. Penck, Helmut Newton, Markus Lüpertz, Andy Warhol, Wolf Vostell, Hans-Olaf Henkel, Klaus Töpfer, Birgit Breuel und Detlev Rohwedder.
Von Sackmann stammen zahlreiche Bildbeiträge in verschiedenen Fachzeitschriften und Magazinen u. a. in European Photography, Fotografie, KULTur, Der Spiegel, Tip, Zeitmagazin, Zitty und ZOOM. Auf starkes Interesse stießen Sackmanns Foto-Dokumentationen zu den gesellschaftlichen Auswirkungen der Immunschwächeerkrankung Aids in den 1980er Jahren.

## Rezeption außereuropäischer Kunst
Seit den frühen 1990er Jahren begann Sackmann sich intensiv mit der Ästhetik außereuropäischer Kunst zu befassen. Abgesehen vom Aufbau einer eigenen umfangreichen Privatsammlung entstanden detailreiche Bild-Dokumentationen insbesondere zur Kunst Afrikas. Kooperationen im Zusammenhang mit der Rezeption außereuropäischer Kulturen ergaben sich u. a. mit dem Ethnologen Nils Seethaler, dem Galeristen Rudolf Springer und dem Samurai Art Museum in Berlin.

## Gruppen- und Einzelausstellungen in öffentlichen Museen (Auswahl)
- 1982: Berlinische Galerie, Berlin
- 1990: Martin-Gropius-Bau, Berlin
- 1991: Altes Museum, Berlin
- 1995: Erotisches Museum Berlin
- 1997: Staatliche Kunsthalle Berlin
- 1999: Residenzschloss Arolsen, Bad Arolsen
- 1998: Kulturzentrum Ostbahnhof, Graz
- 1999: Städtische Galerie, Erlangen
- 2000: Stadtgalerie Hofheim, Hofheim/Taunus
- 2004: Ephraim-Palais, Berlin
- 2004: Galerie Rathaus, Oslo
- 2019: GISELA – Freier Kunstraum Lichtenberg: Mauerfall, Berlin

## Gruppen- und Einzelausstellungen in privaten Galerien (Auswahl)
- 1977: Galerie fokus, Berlin
- 1982: Galerie Werkstatt Fotografie
- 1984: Galerie Van Roy, Berlin
- 1985: Galerie Lindemanns, Stuttgart
- 1988: Galerie Brück, München
- 1992: Galerie VBK, Berlin
- 2003: Akt Galerie Berlin

## Öffentliche Sammlungen (Auswahl)
- Berlinische Galerie
- Bibliothèque nationale de France, Paris
- Stadtmuseum München